# Труды Общества любителей российской словесности
Труды Общества любителей российской словесности, полное название Труды Общества любителей российской словесности при императорском Московском университете, сокращённо «Труды» ОЛРС — периодическое издание Российской империи, выходившее в Москве в 1812, 1816—1826 годах с периодичностью по 2—4 части в год. Всего вышло 25 частей.
Печатный орган «Общества любителей российской словесности при Московском университете», созданный в 1811 году.

## Содержание
Два отдела: 1. Прозаические сочинения, 2. Стихотворения. Иногда размещались «Летописи общества».
В «Летописях» публиковались протоколы заседаний, речи членов при вступлении в общество, труды отдельных членов общества.
В «Стихотворениях» печатались в основном члены общества, собственные сочинения и переводы из произведений античных авторов. А. Мерзляков («Обеты Россиян», 1812, ч. 1), С. Саларев («Скоротечность», 1818, ч. 11), басни В. Пушкина («Кот и моська», «Завистники соловья», 1816, ч. 6), Ф. Глинка («Бедность и труд», 1811, ч. 11).
В «Прозе» размещались статьи по вопросам языкознания, истории отечественного языка, критические разборы произведений. Среди них: «Рассуждения о российской словесности» А. Мерзлякова (1812, ч. 11), «Рассуждения о синонимах» П. Калайдовича (1812, ч. 2), «Опыт о порядке слов» И. Давыдова (1816—1819, ч. 5, 7, 9, 13), анонимная статья, посвященная вопросу о языке «Слова о полку Игореве» (1818, ч. 11), «Разбор 8 оды Ломоносова» А. Мерзлякова (1817, ч. 7), «О характере русских народных песен» А. Глаголева (1818, ч. 11), статья «Провинциальные слова Ярославской губернии» (1820, ч. 20).